# Глан (Эна)
Глан (фр. Gland) — коммуна во Франции, находится в регионе Пикардия. Департамент коммуны — Эна. Входит в состав кантона Шато-Тьерри. Округ коммуны — Шато-Тьерри.
Код INSEE коммуны — 02347.

## Население
Население коммуны на 2010 год составляло 497 человек.
| 1962 | 1968 | 1975 | 1982 | 1990 | 1999 | 2010 |
| ---- | ---- | ---- | ---- | ---- | ---- | ---- |
| 312  | 316  | 365  | 467  | 503  | 452  | 497  |

## Экономика
В 2010 году среди 323 человек трудоспособного возраста (15—64 лет) 256 были экономически активными, 67 — неактивными (показатель активности — 79,3 %, в 1999 году было 71,0 %). Из 256 активных жителей работали 237 человек (136 мужчин и 101 женщина), безработных было 19 (10 мужчин и 9 женщин). Среди 67 неактивных 15 человек были учениками или студентами, 26 — пенсионерами, 26 были неактивными по другим причинам.